# Tagliando (trasporti)
Il tagliando è una verifica periodica delle componenti di un'auto o motoveicolo volta a mantenere o ripristinare la massima efficienza meccanica, compatibilmente con lo stato di usura complessivo. I tagliandi regolari possono prevenire, ma non scongiurare, guasti e malfunzionamenti rilevanti dovuti al deterioramento che richiederebbero riparazioni straordinarie. Gli interventi e la loro frequenza (calcolata in base al tempo e/o al chilometraggio percorso) variano a seconda dello specifico modello di veicolo e vengono abitualmente elencati nel suo manuale di uso e manutenzione. Molti veicoli costruiti dopo il 2000 sono dotati di sistemi e sensori elettronici in grado di rilevare e segnalare automaticamente la necessità di effettuare un tagliando.

## Interventi

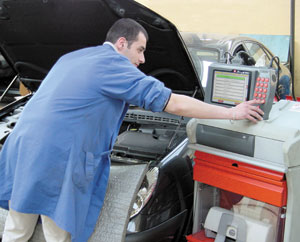
Un meccanico utilizza uno strumento di diagnosi per verificare i parametri di funzionamento di un'automobile

I tagliandi interessano principalmente tutti quei componenti o materiali consumabili che per mantenere il corretto funzionamento del veicolo sono soggetti a periodica sostituzione, recupero o regolazione. Per sopperire al deperimento meccanico, tali interventi divengono più profondi e onerosi all’aumentare dell’anzianità del veicolo. Gli interventi più comuni durante l’esecuzione di un tagliando sono:
- ripristino del livello o sostituzione dell'olio motore
- ripristino del livello dei fluidi (refrigerante, liquido freni, detergente lavavetri)
- pulizia o sostituzione dei filtri olio e aria
- controllo o sostituzione della cinghia di distribuzione (se presente)
- verifica del funzionamento di tutte le luci, esterne ed interne.
- controllo della pressione e dell'usura, con eventuale sostituzione, degli pneumatici
- pulizia o sostituzione delle candele (non per veicoli dotati di motore a ciclo diesel)
- controllo dello stato di usura delle pastiglie e dei dischi freno
- verifica del corretto funzionamento del condizionatore
- controllo o sostituzione delle spazzole dei tergicristalli

## Normazione italiana
In Italia, i tagliandi sono obbligatori e indispensabili per poter beneficiare della garanzia commerciale offerta sui prodotti nuovi. Con l'entrata in vigore del regolamento UE n. 461/2000 non è più necessario che i tagliandi vengano eseguiti da autofficine autorizzate dal costruttore, ma è sufficiente che l'operatore sia iscritto all'albo degli autoriparatori e sia in possesso della dotazione diagnostica del mezzo e della scheda di manutenzione del costruttore. Al fine di mantenere la validità della garanzia tale operatore deve emettere la fattura con i relativi ricambi originali o conformi all'originale, numero di matricola e manodopera conforme al piano di manutenzione. Eventuali estensioni di garanzia oltre i due anni previsti per legge, ad ogni modo, per rimanere valide, generalmente comportano che tutti i tagliandi (anche quelli effettuati durante i primi due anni di vita del veicolo) siano stati effettuati presso la rete ufficiale del costruttore, essendo l'estensione di garanzia un contratto tra le parti (costruttore e acquirente del veicolo) e anche un obbligo di legge.
Salvo diversi accordi in fase contrattuale, il costo dei tagliandi, comprensivi di manodopera e componenti, è a carico del cliente sia quando il veicolo è coperto da garanzia che dopo la sua scadenza. Diversi costruttori prevedono tagliandi a prezzo fisso indipendentemente dalla prestazione effettivamente erogata.
Il tagliando non è da confondersi con la revisione: quest’ultima è infatti una controllo periodico (ogni due anni in Italia, annuale per i veicoli di massa complessiva superiore a 3,5 t) obbligatorio imposto dal Codice della strada il cui unico scopo è verificare l’idoneità dei veicoli alla libera circolazione su strade pubbliche. La revisione pertanto, a differenza del tagliando, non concerne quegli aspetti che non pregiudicano la sicurezza.